# 黑帶盔魚
黑帶盔魚（学名：Coris musume），又名黑帶鸚鯛、柳冷仔、黑帶龍，为輻鰭魚綱鱸形目隆頭魚亞目隆頭魚科盔魚屬下的一个种，分布於西北太平洋的伊豆群島及台灣海域，棲息在礁石區，生活習性不明。

## 扩展阅读
- 維基物種上的相關：黑帶盔魚